# Campeonato Gaúcho de Futebol de 1936
O Campeonato Gaúcho de Futebol de 1936, foi a 16ª edição da competição no Estado do Rio Grande do Sul. A fórmula era a mesma dos anos anteriores. Os campeões das regiões jogariam entre si para definir o título. Apesar de ser o campeonato de 1936, a competição foi disputada em 1937. O Rio Grande foi o campeão. 

## Participantes
| Equipe        | Cidade        | Classificação              | Participação |
| ------------- | ------------- | -------------------------- | ------------ |
| Botafogo      | São Gabriel   | Campeão da Região Sul      | 1ª           |
| Internacional | Porto Alegre  | Campeão da Região Centro   | 3ª           |
| Novo Hamburgo | Novo Hamburgo | Campeão da Região Nordeste | 6ª           |
| Rio Grande    | Rio Grande    | Campeão da Região Litoral  | 1ª           |
| Riograndense  | Santa Maria   | Campeão da Região Serra    | 7ª           |

## Tabela

### Fase preliminar
| 10 de janeiro de 1937 | Novo Hamburgo                                             | 11 – 0    | Botafogo | Estádio da Chácara das Camélias, Porto Alegre |
| 15:00 (UTC-3)         | Miguel 3' 55' 82' 88' · Oscar 18' 27' 31' 35' 41' 44' 57' | Relatório |          | Árbitro: Cantidio de Oliveira                 |

| - Novo Hamburgo: Nilson; Fogareiro e Nariz; Amantino, Mena e Alemão; Rui (Banana), Miguel, Oscar, Luiz e Nonô. - Botafogo: Hélio (Marreco); Dinarte e Molina (Jacaré); Guri, Caetano e Biga; Telhado, Janguito, Deoclides, Áureo e Uaraci. |

### Semifinais
| 10 de janeiro de 1937 | Internacional                                                                                       | 7 – 4     | Riograndense                 | Estádio da Chácara das Camélias, Porto Alegre |
| 17:00 (UTC-3)         | Salvador 34' · Castillo 58' 20' (prorr.) · Natal 83' (P) · Levi 85' · Sady 4' (prorr.) 16' (prorr.) | Relatório | Sadi 22' 60' 86' · Mario 55' | Árbitro: Luiz Eduardo Dolce                   |

| - Internacional: Penha; Alfeu (Zezé) e Natal; Garnizé, Risada e Levi; Artigas, Salvador, Sylvio Pirillo (Sady), Castillo e Tom Mix. - Riograndense: Souza; Assis e Antônio; Osório, Mario e Natalício; Sadi, Dudu (Cunha), Adão, Mário Bicca e Marques. |

| 14 de janeiro de 1937 | Rio Grande                                           | 5 – 2     | Novo Hamburgo         | Estádio da Baixada, Porto Alegre |
| 17:00 (UTC-3)         | Ernestinho 1' 53' · Marzol 32' (P) · Caringi 55' 68' | Relatório | Nonô 67' (P) · Banana | Árbitro: Cantidio de Oliveira    |

| - Rio Grande: Munheca; Fruto e Cazuza; Juvêncio, Chinês e Sanguinha; Ernestinho, Carruíra (Caringi), Souza, Marzol e Pecce. - Novo Hamburgo: Nilson; Fogareiro e Kasper; Amantino, Mena e Alemão (Vanzeto); Rui, Miguel, Oscar (Lambert), Luiz (Nonô) e Banana. |

### Finais
| 17 de janeiro de 1937 | Internacional                 | 2 – 3     | Rio Grande                             | Estádio da Timbaúva, Porto Alegre |
| 17:00 (UTC-3)         | Salvador 19' · Sylvio Pirillo | Relatório | Souza 13' · Pecce 27' · Ernestinho 88' | Árbitro: Henrique Maia Faillace   |

|  | Internacional |  | Rio Grande |  |
|  | ------------- |  | ---------- |  |

| INTERNACIONAL:                    |  |                    |  |
|                                   |  |                    |  |
| G                                 |  | Penha              |  |
| Z                                 |  | Alfeu              |  |
| Z                                 |  | Natal              |  |
| M                                 |  | Garnizé (Zezé)     |  |
| M                                 |  | Risada             |  |
| M                                 |  | Levi               |  |
| A                                 |  | Artigas (Tijolada) |  |
| A                                 |  | Salvador (Mancuso) |  |
| A                                 |  | Sylvio Pirillo     |  |
| A                                 |  | Castillo           |  |
| A                                 |  | Tom Mix            |  |
| Treinador: Bernardo de Souza Neto |  |                    |  |
|                                   |  |                    |  |

| RIO GRANDE:                      |  |                   |  |
|                                  |  |                   |  |
|                                  |  |                   |  |
| G                                |  | Munheco           |  |
| Z                                |  | Fruto             |  |
| Z                                |  | Cazuza            |  |
| M                                |  | Juvêncio          |  |
| M                                |  | Chinês            |  |
| M                                |  | Roberto           |  |
| A                                |  | Ernestinho        |  |
| A                                |  | Carringi          |  |
| A                                |  | Souza             |  |
| A                                |  | Marzol (Carruíra) |  |
| A                                |  | Pecce             |  |
| Treinador: Gustavo Kraemer Filho |  |                   |  |
|                                  |  |                   |  |

| 21 de janeiro de 1937 | Internacional | 0 – 2     | Rio Grande            | Estádio da Timbaúva, Porto Alegre |
| 17:15 (UTC-3)         |               | Relatório | Pecce 65' · Souza 67' | Árbitro: Demóstenes dos Sillos    |

|  | Internacional |  | Rio Grande |  |
|  | ------------- |  | ---------- |  |

| INTERNACIONAL:                    |  |                |  |
|                                   |  |                |  |
| G                                 |  | Penha          |  |
| Z                                 |  | Alfeu          |  |
| Z                                 |  | Natal          |  |
| M                                 |  | Zezé           |  |
| M                                 |  | Risada         |  |
| M                                 |  | Levi (Garnizé) |  |
| A                                 |  | Artigas        |  |
| A                                 |  | Salvador       |  |
| A                                 |  | Mancuso        |  |
| A                                 |  | Sylvio Pirillo |  |
| A                                 |  | Tom Mix        |  |
| Treinador: Bernardo de Souza Neto |  |                |  |
|                                   |  |                |  |

| RIO GRANDE:                      |  |                     |  |
|                                  |  |                     |  |
|                                  |  |                     |  |
| G                                |  | Munheco             |  |
| Z                                |  | Fruto               |  |
| Z                                |  | Cazuza              |  |
| M                                |  | Juvêncio            |  |
| M                                |  | Chinês              |  |
| M                                |  | Sanguinha (Roberto) |  |
| A                                |  | Ernestinho          |  |
| A                                |  | Carruíra (Caringi)  |  |
| A                                |  | Souza               |  |
| A                                |  | Marzol              |  |
| A                                |  | Pecce               |  |
| Treinador: Gustavo Kraemer Filho |  |                     |  |
|                                  |  |                     |  |

| Gauchão 1936                   |
| ------------------------------ |
| Rio Grande Campeão (1º título) |